# Dorysthetus corruscus
Dorysthetus corruscus är en skalbaggsart som beskrevs av Jean Guillaume Audinet Serville 1825. Dorysthetus corruscus ingår i släktet Dorysthetus och familjen Rutelidae. Inga underarter finns listade i Catalogue of Life.